# Zaouïa Naciria
Pour les articles homonymes, voir Naciri.
 (juin 2018).
Si vous disposez d'ouvrages ou d'articles de référence ou si vous connaissez des sites web de qualité traitant du thème abordé ici, merci de compléter l'article en donnant les références utiles à sa vérifiabilité et en les liant à la section « Notes et références ».
La Zaouïa Naciria est une confrérie religieuse soufie, fondée au xviie siècle au Maroc dans la ville de Tamegroute, dans la vallée du Drâa (à 30 km au sud de Zagora), par Mohammed ben Nacer (en), un disciple d'Abou Hafs Omar Ibn Ahmed Al Ansari qui l'a chargé d'inculquer les principes de la tariqa Chadhiliyya.

## Mission

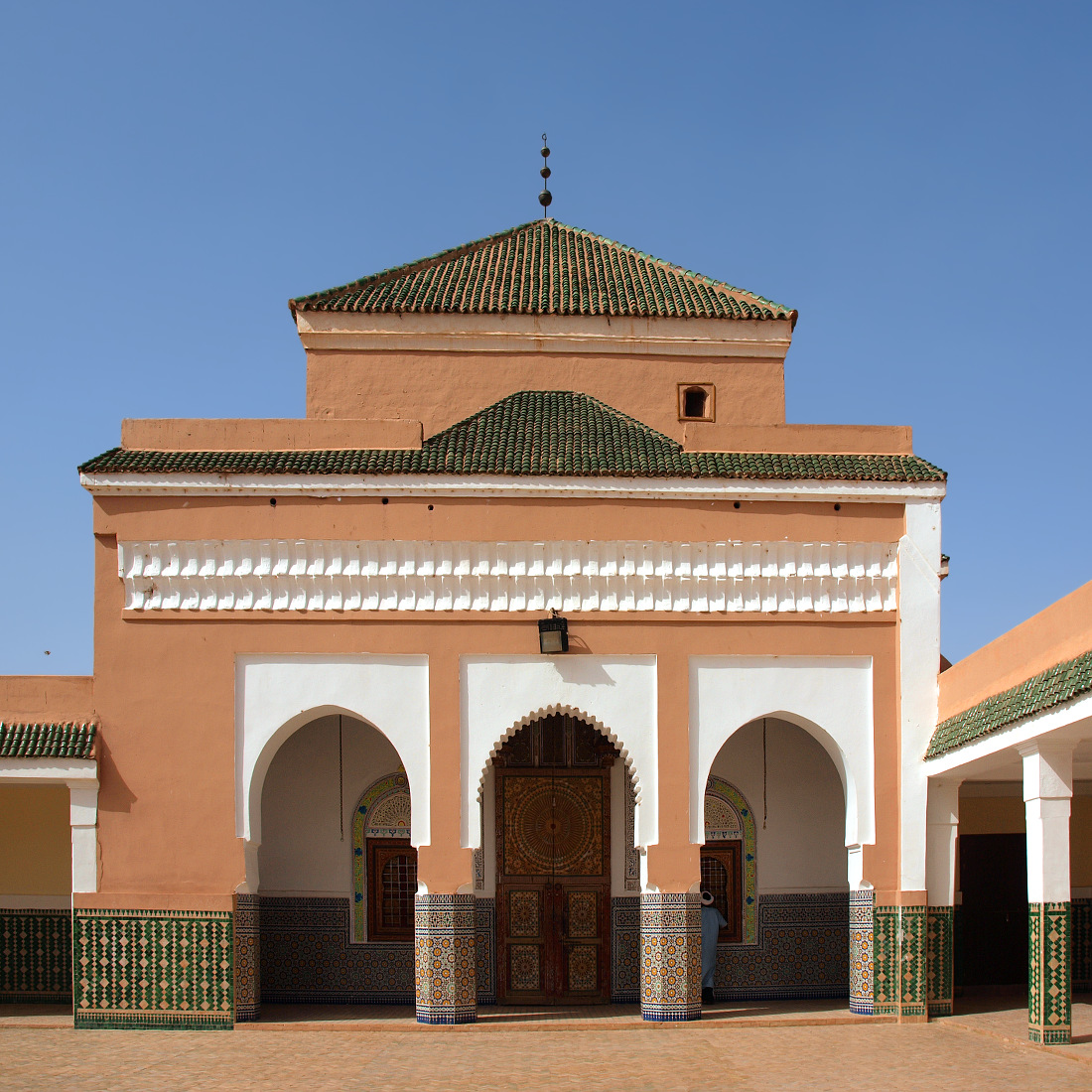
La zaouia Naciria

Depuis sa création, la Zaouia Naciria a joué un rôle d'avant garde dans les différents domaines de la science et de la pensée, outre sa mission religieuse et sociale. Elle a été le lieu où convergeaient savants, oulémas et étudiants en quête du savoir eu égard aux documents et ouvrages précieux dont elle regorge, ce qui a fait d'elle un centre soufi et des sciences important dans la région de Draâ et un carrefour pour les caravanes commerciales.

## La Bibliothèque
La zaouia de Tamegroute comprend une bibliothèque fondée par Ahmed Naciri au XVIIe siècle. Cette bibliothèque recueille de précieux ouvrages séculaires de théologie, d'histoire et de médecine. Plusieurs milliers de manuscrits y sont conservés, dont des Corans enluminés, écrits sur peau de gazelle, et des ouvrages de mathématiques, d'astrologie, d'astronomie et de pharmacopée dont certains remontent au XIIIe siècle ; on y trouve notamment un ouvrage de Pythagore en arabe vieux de 500 ans, un exemplaire tricentenaire du Coran en provenance d'Orient et des manuscrits d'Ibn Sina (Avicenne), d'Ibn Rochd (Averroès) et d'Al Khwarizmi.